# Tích Cáp Nạp
Tích Cáp Nạp (tiếng Trung: 積哈納; 1758 – 1794) là một hoàng thân của nhà Thanh trong lịch sử Trung Quốc, người thừa kế 1 trong 12 tước vị Thiết mạo tử vương.

## Cuộc đời
Tích Cáp Nạp sinh vào giờ Tỵ, ngày 13 tháng 2 (âm lịch) năm Càn Long thứ 23 (1758), trong gia tộc Ái Tân Giác La. Ông là con trai thứ hai của Giản Khác Thân vương Phong Nột Hanh, mẹ ông là Trắc Phúc tấn Hoàn Nhan thị (完顏氏).
Năm Càn Long thứ 40 (1775), tháng 4, ông thụ chức Nhất đẳng Thị vệ.
Năm thứ 41 (1776), tháng 5, phụ thân ông qua đời, ông được thế tập tước vị Giản Thân vương (簡親王) đời thứ 10, tức Trịnh Thân vương đời thứ 11. Cùng năm đó thăng làm Tán trật đại thần.
Năm thứ 43 (1778), Càn Long Đế hạ chỉ ca ngợi công lao khi khai quốc của Trịnh Hiến Thân vương Tế Nhĩ Cáp Lãng nên phục hồi hào vị thành Trịnh Thân vương. Cùng năm đó, tháng 7, ông quản lý Chính Hồng kỳ Giác La học (正紅旗覺羅學).
Năm thứ 59 (1794), ngày 3 tháng 5 (âm lịch), giờ Ngọ, ông qua đời, thọ 37 tuổi, được truy thụy Trịnh Cung Thân vương (鄭恭親王).

## Gia quyến

### Thê thiếp

#### Đích Phúc tấn
- Y Nhĩ Căn Giác La thị (伊爾根覺羅氏), con gái của Đại học sĩ Tam Bảo (三寶).

#### Thứ Phúc tấn
- Trịnh thị (鄭氏), con gái của Bát phẩm quan Đình Quý (廷貴).
- Lưu Giai thị (劉佳氏), con gái của Ngạch Nhĩ Hắc (額爾黑).
- Hạ thị (夏氏), con gái của Hạ Đức Lâm (夏德林).
- Cao thị (高氏), con gái của Cao Kiến (高建).

### Hậu duệ

#### Con trai
1. Ô Nhĩ Cung A (烏爾恭阿; 1778 – 1846), mẹ là Thứ Phúc tấn Trịnh thị. Năm 1794 được thế tập tước vị Trịnh Thân vương. Sau khi qua đời được truy thụy Trịnh Thận Thân vương (鄭慎親王). Có tám con trai.
2. Ái Nhân (愛仁; 1784 – 1827), mẹ là Thứ Phúc tấn Lưu Giai thị. Được phong làm Phụ quốc Tướng quân (輔國將軍). Có năm con trai.